# Kloster Aasebakken
Das Kloster Unserer Lieben Frau (dänisch Vor Frue Kloster) in Åsebakken ist ein Benediktinerinnenkloster in der Stadt Birkerød bei Kopenhagen. Kloster und Kirche sind dem Patrozinium der Gottesmutter geweiht.

## Geschichte
Nachdem infolge der Reformation die Nonnenklöster in Dänemark aufgelassen worden waren, erlaubte die Verfassung von 1849 wieder Religionsfreiheit, so dass Neugründungen von Klöstern möglich wurden. 1898 wandte sich der Bischof von Kopenhagen, Johannes von Euch, an die Schwestern der Ewigen Anbetung des Allerheiligsten Sakramentes in Innsbruck mit der Bitte, ein Kloster in Dänemark zu gründen. Zu Beginn des 20. Jahrhunderts kaufte der Orden zu diesem Zweck Grundstücke in Kopenhagen, 1912 begann man mit dem Bau, und 1914 kamen die ersten Schwestern nach Dänemark. Der Widerstand in der nichtkatholischen Bevölkerung gegen ein kontemplatives Kloster, Nachwuchsmangel und finanzielle Schwierigkeiten führten zu der Überlegung, das Kloster aufzuheben. Inspiriert durch Exerzitien eines Benediktiners beschlossen die Schwestern 1935 aber, die Gemeinschaft in ein Benediktinerinnenkloster umzuwandeln, was mit Hilfe von Schwestern der Abtei Frauenwörth durchgeführt wurde. Die Schwestern legten den Habit der Benediktinerinnen an, und 1936 wurde das feierliche Chorgebet eingeführt.
1942 zogen die Schwestern in das Kloster Unserer Lieben Frau auf dem Åsebakken um, einem ehemaligen Landsitz westlich von Høsterkøb, etwa 25 km nördlich von Kopenhagen. 1942 wurde die Kapelle eingeweiht. In den ersten Jahrzehnten kam ein Großteil des Nachwuchses des Konvents aus Deutschland, in den 1930er Jahren insbesondere aus den bayerischen Benediktinerinnenabteien Frauenchiemsee und Tettenweis. Daneben traten zahlreiche Konvertitinnen ein. 1948 reiste die frühere Priorin des Vor Frue Kloster, Margarita Hertel, mit sechs Mitschwestern von Dänemark nach Brasilien, sie gründeten in Uberaba das Kloster Nossa Senhora da Glória. Das Tochterkloster in Uberaba wurde seinerseits zum Mutterkloster einer Neugründung in Campos do Jordão.
Seit 1949 gibt es eine traditionelle Wallfahrt der dänischen Katholiken nach Åsebakken. Im Kloster befindet sich eine um 1500 gefertigte, holzgeschnitzte Marienfigur aus der Lübecker Schule, die zuvor lange Zeit in der Domkirche St. Ansgar in Kopenhagen verehrt worden war, ein Geschenk von Bischof Theodor Suhr OSB.
Nachdem man sich bereits länger um den Anschluss an die Beuroner Kongregation bemüht hatte, wurde die volle Inkorporation 1988 vom Generalkapitel beschlossen und am 26. Oktober 1989 in der Amtszeit von Priorin Margarita Schmidt vollzogen. 2005 kamen die ersten brasilianischen Schwestern aus dem Tochterkloster in Uberaba, später auch aus dessen Gründung in Campos do Jordão. 2006 wählte der Konvent Sr. Anna-Maria Kjellegaard Jensen OSB zur Priorin-Administratorin auf drei Jahre. Sie ist Nachfolgerin von M. Tyra Antonia Andersson OSB, die als Priorin von Mariavall in Schweden drei Jahre lang auch dem dänischen Priorat Aasebakken vorgestanden hatte. Seit 2017 ist die Brasilianerin M. Ana Maria Cabral OSB Konventualpriorin des Klosters Aasebakken.

## Gegenwart
Zum Kloster gehören zwei Gästehäuser, das Haus „Subiaco“ für Gäste mit Vollpension und das Haus „Pax-Emmaus“ für Gruppen und Einzelpersonen mit Selbstverpflegung. Der Konvent zählt etwa acht Schwestern.